# Cleebourg
Cleebourg település Franciaországban, Bas-Rhin megyében. Lakosainak száma 634 fő (2022. január 1.). Cleebourg Climbach, Drachenbronn-Birlenbach, Ingolsheim, Oberhoffen-lès-Wissembourg, Riedseltz, Rott, Soultz-sous-Forêts, Steinseltz és Wissembourg községekkel határos.

## Népesség
A település népességének változása:
| Lakosok száma | 704  | 712  | 728  | 720  | 693  | 667  | 640  | 640  | 634  |
|               | 2013 | 2015 | 2016 | 2017 | 2018 | 2019 | 2020 | 2021 | 2022 |